# Cifre romane
„Eu, Ianuarius, am făcut o donație și dedicat 870 de picioare pătrate”

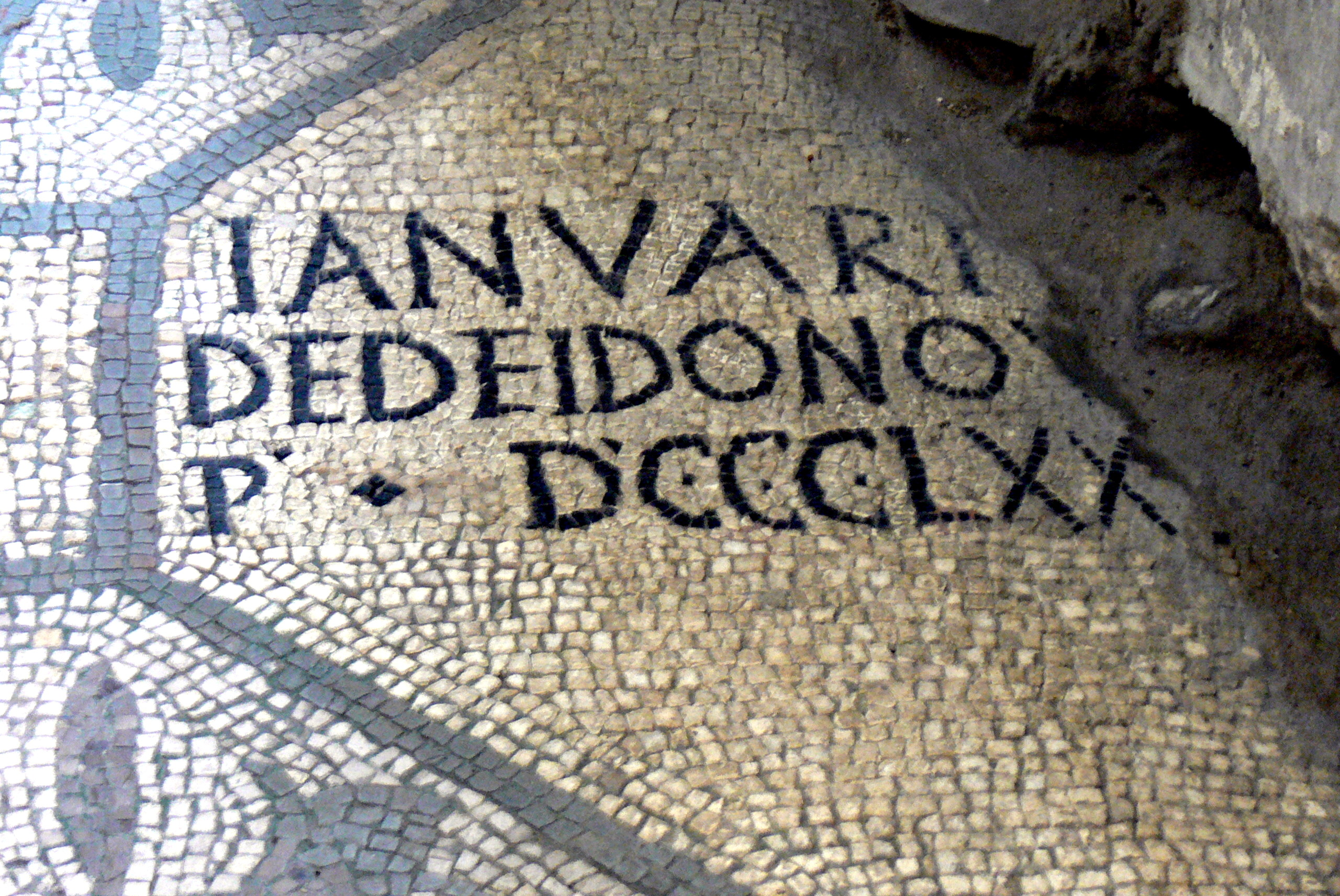
Ex-voto pe un mozaic din secolul al IV-lea, pe care este înscris numărul DCCCLXX (870), aflat în bazilica patriarhală din Aquileia: IANVARI[VS] DEDEI DONO V[OVI] P[EDES] DCCCLXX, adică: [din acest mozaic].

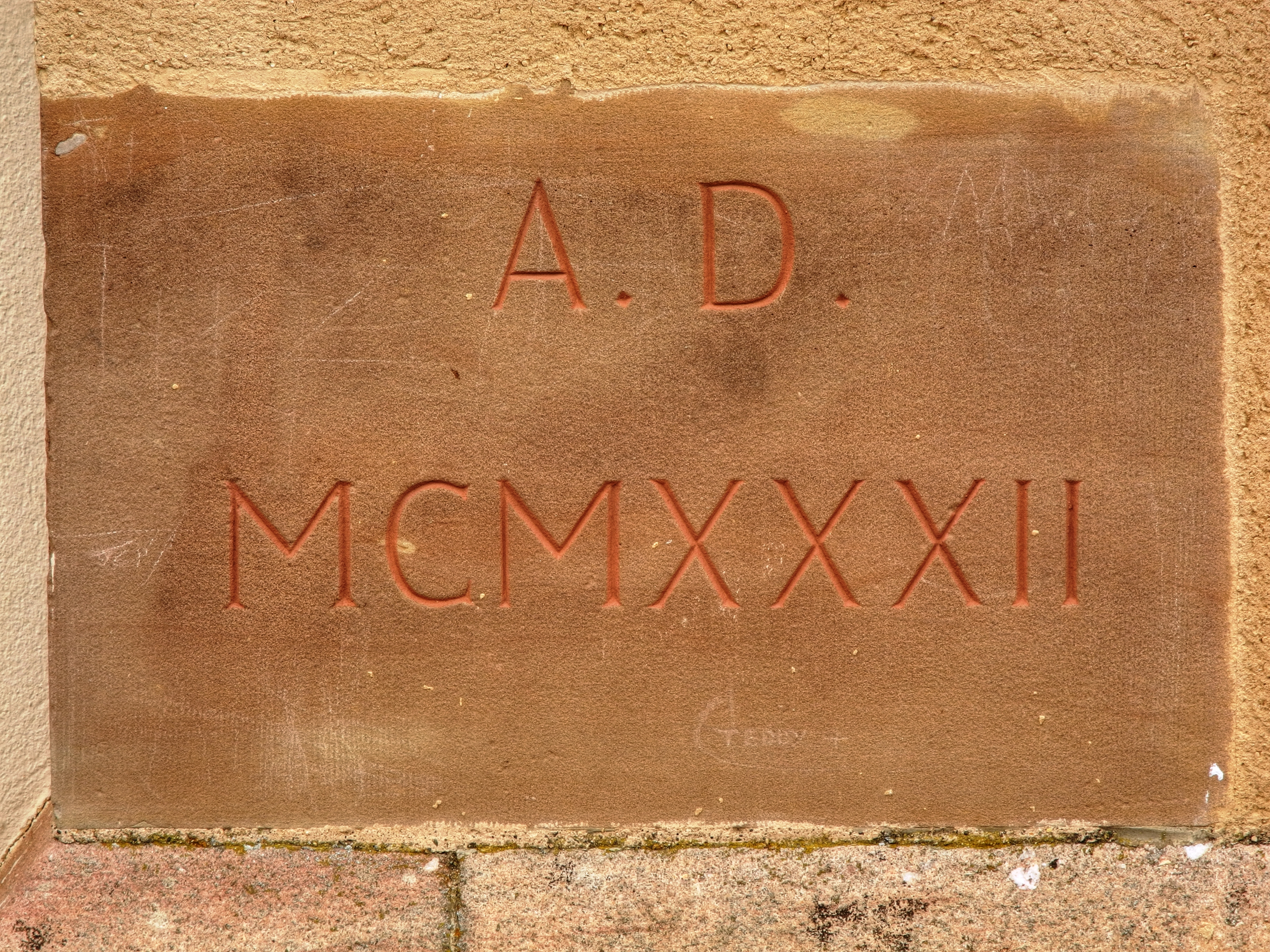
Placă de piatră care poartă inscripția
A. D. MCMXXXII (în 1932).

Cifrele romane sunt 7 simboluri grafice combinate între ele prin semnele preluate din alfabetul latin (I, V, X, L, C, D și M), care reprezintă respectiv numerele 1, 5, 10, 50, 100, 500 și 1.000. Au fost folosite pentru scrierea numerelor în civilizația antică romană.
Numerația romană este un sistem de numerație aditiv utilizat de romanii din Antichitate. Cifrele romane nu permiteau utilizatorilor lor să calculeze cu ajutorul abacelor.
Un număr scris în cifre romane se citește de la stânga spre dreapta. Valoarea numărului se determină făcând suma valorilor individuale a fiecărui simbol, cu excepția în care unul dintre simboluri precede un simbol de valoare superioară; în acest caz, se scade valoarea primului simbol din valoarea următorului simbol.

## Istoric
Până la romani, civilizația etruscă din peninsula Italică a fost cea care a copiat sistemul grecesc de numerație acrofonic, iar romanii l-au adaptat alfabetului lor: I, Λ, X, ⋔, 8, ⊕ pentru I, V, X, L, C, M.
De la început cifrele romane erau: 1 → I, 10 → X , 100 → C (inițiala cuvântului centum), 1.000 → M (inițiala cuvântului mille). Cifrele V, L și D lipseau. Inițial se foloseau alte simboluri pentru 1.000 - (I), pentru 10.000 - ((I)), iar pentru 100.000 - (((I))).
În sistemul de numerație roman nu există cifra zero.
Până în secolul al XIX-lea, pentru cifra „patru” se folosea în special simbolul aditiv „IIII”, deși simbolul substractiv „IV” se întâlnește deja în manuscrisul „Forme of Cury”, datat cu anul 1390. Forma actuală a cifrei IV corespunzătoare lui patru s-a fixat numai după apariția cărților tipărite.
Ceasuri cu tradiționala înscriere „IIII” în loc de „IV”

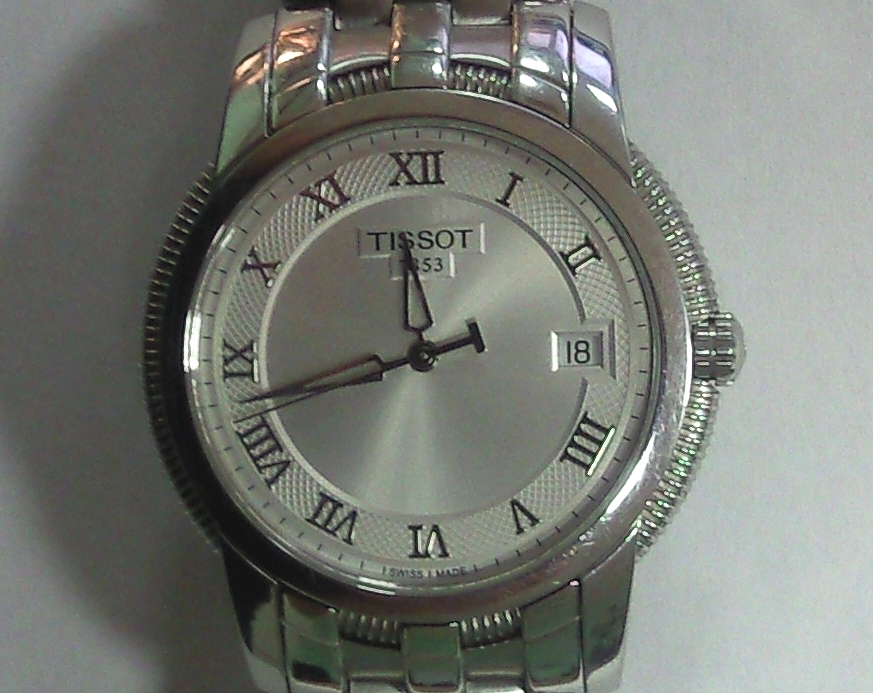
Fața unui ceas marca Tissot

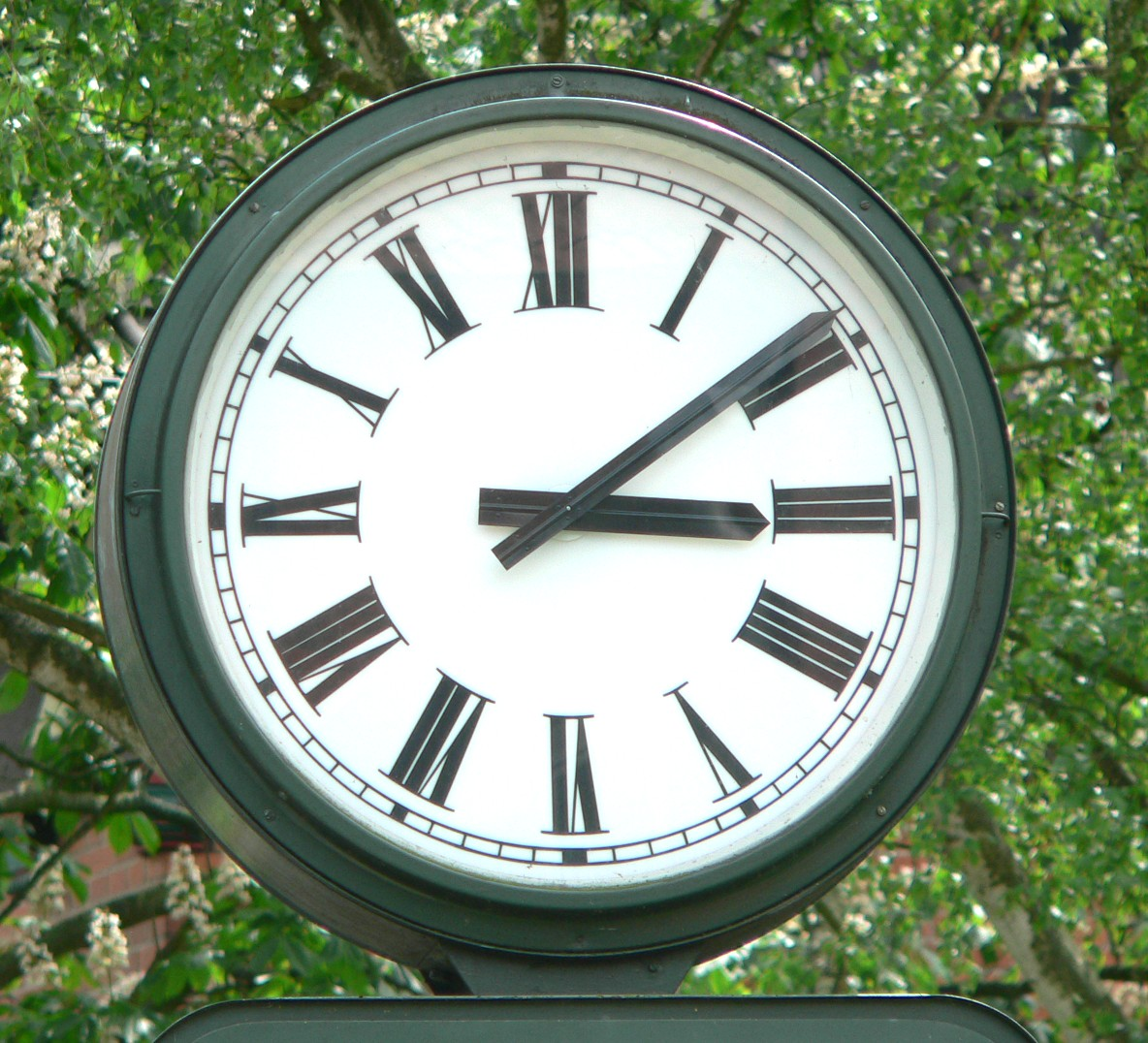
Ceas de pe Strada Badenburger, din localitatea germană Bad Salzdetfurth

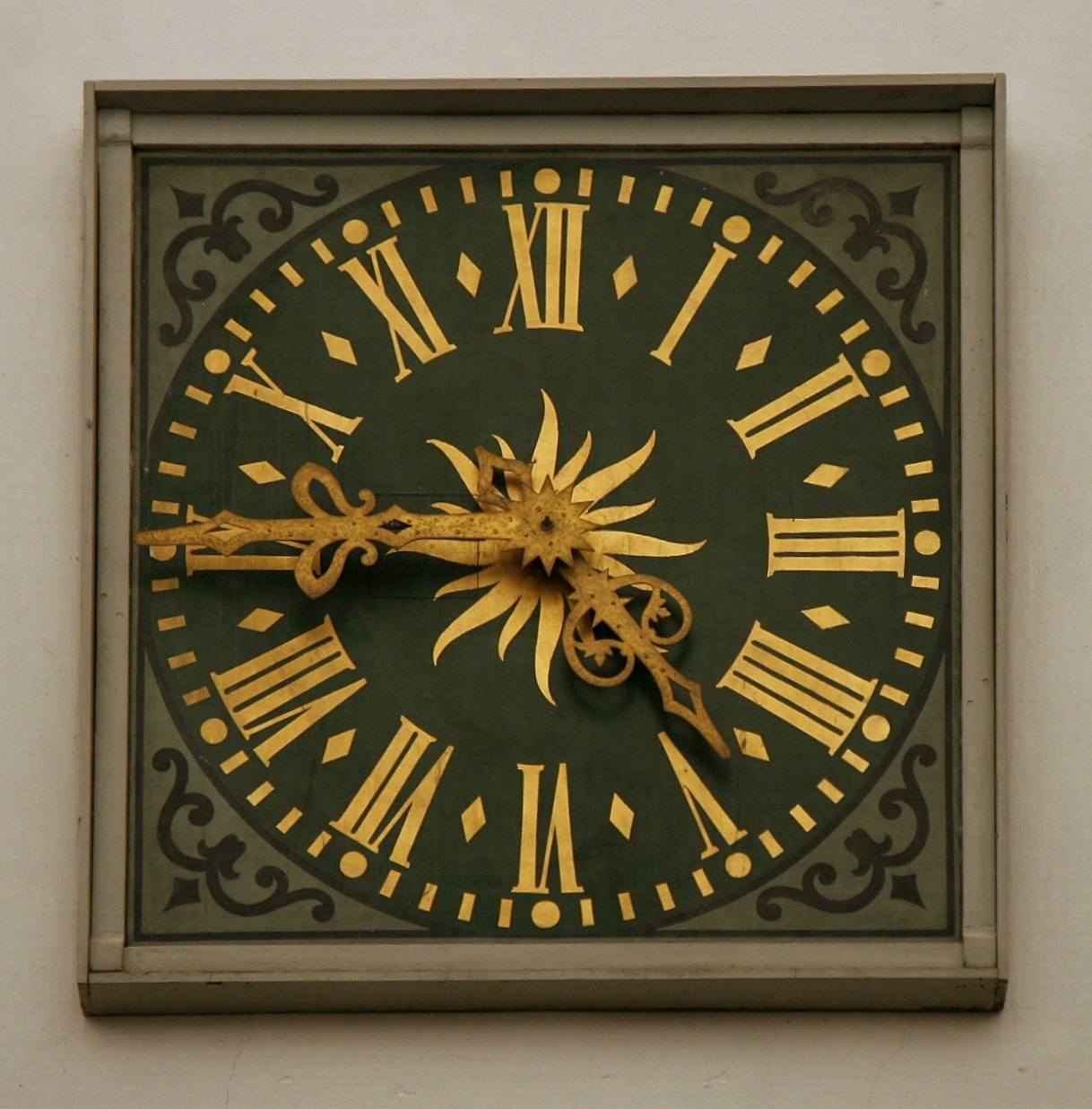
Ceas deasupra galeriei Bisericii protestante „Sf. Nicolae” din Halver

### Cifrele romane pe monede și pe monumente

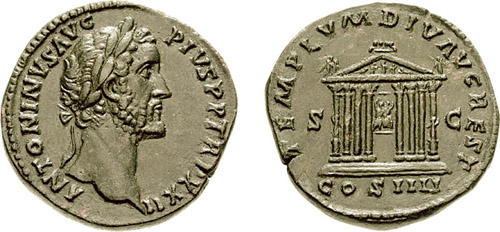
Sesterț emis sub Antoninus Pius, în anul 159; avers: ANTONINVS AVG PIVS P P TR P XXII, cap laureat spre dreapta; revers: circular: TEMPLVM DIV AVG REST S-C, COS IIII, în centru: statuile Divului Augustus & Divei Julia Augusta (Livia) șezând față în față, în templul octostil; este de remarcat indicația COS IIII aflată în exergă.

Cifrele romane apar pe monedele imperiale în indicațiile de titulatură purtată în mai multe rânduri, ca titlul de imperator (exemplu: IMP XII), de putere tribuniciară (exemplu: TR PP II) sau de consul (exemplu: COS II). Printre aceste notații, formele aditive IIII și VIIII sunt cele folosite în mod curent. (Vezi, de exemplu, reversul sesterțului de alături, cu indicația COS IIII și nu COS IV, privitor la al patrulea consulat al lui Antoninus Pius). Aceasta este notația originară a cifrelor romane, formele sustractive, de tipul IV, IX, sunt mai recente și nu sunt folosite pe monedele romane.
Cifre apar și în secolul al IV-lea, precum și în cele următoare, pe reversurile monedelor bătute pentru aniversarea domniei. Și acolo se găsesc notații aditive pentru cifre: o monedă emisă la 30 de ani de domnie a lui Constanțiu al II-lea poartă inscripția VOT XXX MULTIS XXXX.
| I | II | III | IIII | V | VI | VII | VIII | VIIII | X  | XI | XII | XIII | XIIII | XV | XVI | XVII | XVIII | XVIIII | XX | XXI | XXII | XXIII | XXIIII | XXV | XXVI | XXVII | XXVIII | XXVIIII | XXX |
| - | -- | --- | ---- | - | -- | --- | ---- | ----- | -- | -- | --- | ---- | ----- | -- | --- | ---- | ----- | ------ | -- | --- | ---- | ----- | ------ | --- | ---- | ----- | ------ | ------- | --- |
| 1 | 2  | 3   | 4    | 5 | 6  | 7   | 8    | 9     | 10 | 11 | 12  | 13   | 14    | 15 | 16  | 17   | 18    | 19     | 20 | 21  | 22   | 23    | 24     | 25  | 26   | 27    | 28     | 29      | 30  |

## Reguli actuale de scriere
- Se folosesc următoarele simboluri:

| Simbol | Valoare |
| ------ | ------- |
| I      | 1       |
| V      | 5       |
| X      | 10      |
| L      | 50      |
| C      | 100     |
| D      | 500     |
| M      | 1.000   |

- Scrierea se face de la stânga la dreapta.
- Simbolurile I, X, C pot fi consecutive de maximum trei ori, iar V, L, D doar o dată.
- Orice semn pus la dreapta altuia de valoare mai mare sau egală cu el, se adună.

Exemplu: XX = 10 + 10, XII = 10 + 1 + 1
- Dacă un simbol mic se află în fața unui simbol mare, atunci cel mic se scade din cel mare. În acest caz, în fața unui simbol mare se poate află doar un singur simbol cu valoare mai mică.

Exemplu: IX = 10 – 1 = 9, XCII = 100 – 10 + 2 = 92
Cel mai simplu mod de a scrie cifre romane se poate face prin divizarea numărului în mii, sute, zeci și unități:
Exemplu: numărul 1.988
1.000 = M, 900 = CM, 80 = LXXX, 8 = VIII
Punându-le împreună: MCMLXXXVIII.

### Erori în scrierea unor numerale romane
| Incorect | Corect | Valoare | Motiv                                                                              |
| -------- | ------ | ------- | ---------------------------------------------------------------------------------- |
| VL       | XLV    | 45      | Numărul V nu se scade                                                              |
| IIII     | IV     | 4       | Mai mult de trei repetări a unei cifre ”I”                                         |
| VIV      | IX     | 9       | Repetarea cifrei V                                                                 |
| CMM      | MCM    | 1.900   | Cifra cu o valoare mai mică (”C”) e la stânga cifrelor de o valoare mai mare (”M”) |
| IXVI     | XV     | 15      | Cifra cu o valoare mai mică (”I”) e la stânga cifrelor de o valoare mai mare       |
| IVI      | V      | 5       | Cifra care se scade și repetarea ei adiacentă lângă simbolul din care se scade     |
| XXL      | XXX    | 30      | Cifrele X și X sunt adiacente și se scad                                           |
| IC       | XCIX   | 99      | Cifra cu o valoare mai mică (”I”) e la stânga cifrelor de o valoare mai mare (”C”) |
| IM       | CMXCIX | 999     | Cifra cu o valoare mai mică (”I”) e la stânga cifrelor de o valoare mai mare (”M”) |
| IXL      | XLI    | 41      | Cifrele I și X sunt adiacente și se scad                                           |
| XIL      | XXXIX  | 39      | Cifrele I și X sunt adiacente și se scad                                           |

## Adunarea și scăderea

### Adunarea
CXVI + XXIV = 140
| Pașii | Descriere                                                            | Exemplu                               |
| ----- | -------------------------------------------------------------------- | ------------------------------------- |
| 1     | Se elimină notația substractivă                                      | IV → IIII                             |
| 2     | Se înlănțuie termenii                                                | CXVI + XXIIII → CXVIXXIIII            |
| 3     | Se aranjează numeralele de la valoarea mai mare la valoarea mai mică | CXVIXXIIII → CXXXVIIIII               |
| 4     | Se simplifică rezultatul reducînd símbolurile                        | IIIII → V; VV → X; CXXXVIIIII → CXXXX |
| 5     | Se adăugă notația substractivă                                       | XXXX → XL                             |
| 6     | Rezultat                                                             | CXL                                   |

Soluție:
CXVI + XXIV = CXL

### Scăderea
CXVI − XXIV = 92
| Pașii | Descriere                                                                        | Exemplu                                         |
| ----- | -------------------------------------------------------------------------------- | ----------------------------------------------- |
| 1     | Se elimină notația substractivă                                                  | IV → IIII                                       |
| 2     | Se elimină numeralele comune dintre termeni                                      | CXVI − XXIIII → CV − XIII                       |
| 3     | Se extind numeralele primului termen, pînă ce apar elementele celui de al doilea | CV − XIII → LLIIIII − XIII → LXXXXXIIIII − XIII |
| 4     | Se repetă pașii 2 și 3, pînă cînd al doilea termen este gol                      | LXXXXXIIIII − XIII → LXXXXII                    |
| 5     | Se adăugă notația substractivă                                                   | LXXXXII → XCII                                  |
| 6     | Rezultat                                                                         | XCII                                            |

Soluție:
CXVI − XXIV = XCII

## Echivalența cucifrele arabe

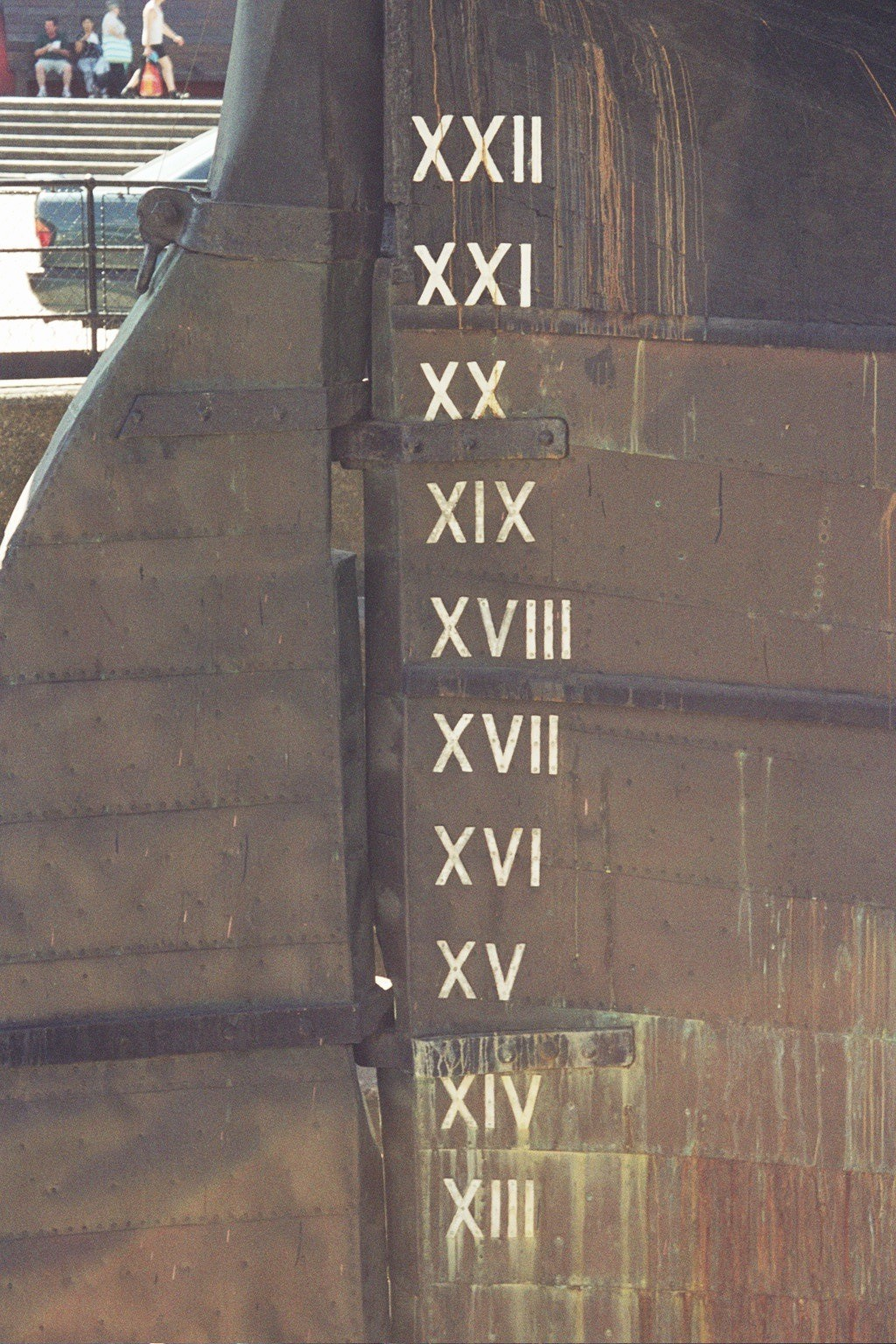
Cifre romane pe fuzelajul navei maritime britanice Cutty Sark, aflat în cartierul Greenwich (Londra)

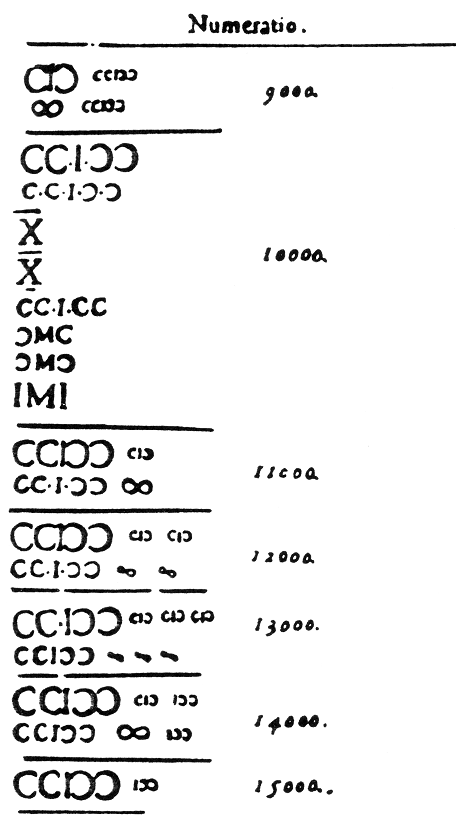
Cifre romane într-un manuscript din secolul al XVI-lea (Bungus, 1584-1585)

| numere arabe | numere romane | numere cardinale             | numere ordinale                    |
| ------------ | ------------- | ---------------------------- | ---------------------------------- |
| 1            | I             | unus, una, unum              | primus, prima, primum              |
| 2            | II            | duo, duae, duo               | secundus, secunda, secundum        |
| 3            | III           | tres, tria                   | tertius                            |
| 4            | IV            | quattuor                     | quartus                            |
| 5            | V             | quinque                      | quintus                            |
| 6            | VI, ↅ         | sex                          | sextus                             |
| 7            | VII, S, Z     | septem                       | septimus                           |
| 8            | VIII          | octo                         | octavus                            |
| 9            | IX            | novem                        | nonus                              |
| 10           | X             | decem                        | decimus                            |
| 11           | XI            | undecim                      | undecimus                          |
| 11           | O (rar)       | undecim                      | (O rarum scriptum)                 |
| 12           | XII           | duodecim                     | duodecimus                         |
| 13           | XIII          | tredecim                     | tertius decimus                    |
| 14           | XIV           | quattuordecim                | quartus decimus                    |
| 15           | XV            | quindecim                    | quintus decimus                    |
| 16           | XVI           | sedecim                      | sextus decimus                     |
| 17           | XVII          | septemdecim                  | septimus decimus                   |
| 18           | XVIII         | duodeviginti                 | duodevicesimus                     |
| 19           | XIX           | undeviginti                  | undevicesimus                      |
| 20           | XX            | viginti                      | vicesimus                          |
| 21           | XXI           | unus et viginti viginti unus | unus et vicesimus vicesimus primus |
| 22           | XXII          | duo et viginti viginti duo   | alter et vicesimus vicesimus alter |
| 30           | XXX           | triginta                     | tricesimus                         |
| 40           | XL            | quadraginta                  | quadragesimus                      |
| 40           | F (rar)       | quadraginta                  | (F rarum scriptum)                 |
| 50           | L             | quinquaginta                 | quinquagesimus                     |
| 50           | K (rar)       | quinquaginta                 | (K rarum scriptum)                 |
| 60           | LX            | sexaginta                    | sexagesimus                        |
| 70           | LXX           | septuaginta                  | septuagesimus                      |
| 70           | S (rar)       | septuaginta                  | (S rarum scriptum)                 |
| 80           | LXXX          | octoginta                    | octogesimus                        |
| 80           | R (rar)       | octoginta                    | (R rarum scriptum)                 |
| 90           | XC            | nonaginta                    | nonagesimus                        |
| 90           | N (rar)       | nonaginta                    | (N rarum scriptum)                 |
| 100          | C             | centum                       | centesimus                         |
| 150          | CL            | centum quinquaginta          |                                    |
| 150          | Y (rar)       | centum quinquaginta          | (Y rarum scriptum)                 |
| 151          | K (rar)       |                              |                                    |
| 160          | CLX           | centum sexaginta             |                                    |
| 160          | T (rar)       | centum sexaginta             | (T rarum scriptum)                 |
| 200          | CC            | ducenti                      | ducentesimus                       |
| 200          | H (rar)       | ducenti                      | (H rarum scriptum)                 |
| 250          | CCL           | ducenti quinquaginta         |                                    |
| 250          | E (rar)       |                              | (E rarum scriptum)                 |
| 300          | CCC           | trecenti                     | trecentesimus                      |
| 300          | B (rar)       | trecenti                     | (B rarum scriptum)                 |
| 400          | CD            | quadringenti                 | quadringentesimus                  |
| 400          | G, P          |                              | (G vel P rara scripta)             |
| 500          | D             | quingenti                    | quingentesimus                     |
| 500          | A, Q          |                              | (A vel Q rara scripta)             |
| 600          | DC            | sescenti                     | sescentesimus                      |
| 700          | DCC           | septingenti                  | septingentesimus                   |
| 800          | DCCC          | octingenti                   | octingentesimus                    |
| 900          | CM            | nongenti                     | nongentesimus                      |
|              |               |                              |                                    |
| 1.000        | M             | mille                        | millesimus                         |
| 2.000        | MM            | duo milia                    | bis millesimus                     |
|              |               |                              |                                    |
| 3.000        | MMM           | tria milia                   | ter millesimus, ter millies        |
| 4.000        | MMMM          | quattuor milia               | quater millesimus                  |
| 5.000        |               | quinque mille                |                                    |
| 10.000       | X             | deciens mille                | decies milia                       |
| 100.000      | I             | centiens mille               | centum milia                       |
| 1.000.000    | M             | milliens mille               | decies centena milia               |

## Întrebuințări moderne
Cifrele romane sunt văzute deobicei ca ieșite din uzul modern, dar se mai folosesc ocazional în diverse circumstanțe pentru a sugera importanța, eternitatea sau claritatea unui oarecare subiect:
- numărul secolului sau al mileniului: secolul al XX-lea, mileniul al V-lea î.Hr.
- nume de monarhi sau papi: Elisabeta a II-a, Benedict al XVI-lea, Papa Ioan Paul al II-lea, Ludovic al XIII-lea al Franței
- numărul volumelor unei opere, scrieri: al V-lea postulat al lui Euclid
- evenimente istorice: al II-lea Război Mondial
- titluri de legi: Legea nr. 1330-XV din 26.09.02
- pentru a clarifica o dată: 10/2/2008 poate însemna 10 februarie 2008 sau 2 octombrie 2008; scriind însă 2/X/2008 se înțelege clar că este vorba de luna octombrie
- la listele numerotate cu mai multe nivele, de regulă cel puțin 3 nivele, de exemplu:
I. ...
1. ...
a) ...

## Extensia cifrelor romane
Se face prin lărgirea sistemei nepoziționale de calcul a cifrelor romane într-o sistemă pozițională care permite înscrierea oricărei alte valori mai mare de 3.999.
Un număr se divizează în mii și se desparte prin spațiu liber. Numărul de mii se înscrie ca o cifră romană obișnuită. Cifra ”0” va avea simbolul literei ”M” (cîte un ”M” pentru fiecare mie: M = 1.000).
Exemplu:
- 1.000 = I M
- 1.000.000 = I M M
- 23 = XXIII
- 3.000.006 = III M VI = III [  3 x 1.000² = 3.000.000) + M (0 mii) + VI (6) ]
- 900 = CM
- 23.900 = XXIII CM